# Gare de Souiga
La gare de Souiga, ou gare de Souïga, est une ancienne halte ferroviaire algérienne située dans la commune de Naâma, dans la wilaya de Naâma.

## Situation ferroviaire
Établie à une altitude de 1 181,560 m, la gare est située au point kilométrique (PK) 336,423 de la ligne de Oued Tlelat à Béchar, où elle est précédée de la gare de Naâma et suivie de l'ancienne gare de Mocta Deli.

## Histoire
La gare est mise en service en 1887 lors de l'ouverture de la section de Mécheria à Aïn Sefra de l'ancienne ligne à voie étroite de 1 055 mm d'Oran à Kenadsa via Saïda. Précédée de la gare de Naâma et suivie de l'ancienne gare de Mocta Deli, elle était située au PK 434,500 de cette ligne,,.
Cette gare fait partie des gares fortifiées en Algérie construites par l'armée française entre 1881 et 1906 le long de la ligne entre Saïda et Béchar.

## Service des voyageurs

### Dessertes
En 2023, cette halte n'est pas desservie par les trains de la Société nationale des transports ferroviaires.